# Philippe Gardent
Philippe Gardent (n. 15 martie 1964, Belleville, Rhône-Alpes, Franța) este un antrenor de handbal ce a reprezentat Franța, medaliat olimpic. A participat la o ediție a Jocurilor Olimpice (1992) în care a câștigat o medalie de bronz.